# 万寿桥 (筠连县)
万寿桥，俗称“小桥”，位于四川省宜宾市筠连县筠连镇中城社区，横跨定水河，是一座始建于明朝初年的古桥。该桥曾是五尺道上的重要交通设施，在明清时期作为当地跨越河岸的主要通道，现为宜宾市文物保护单位，但因河道改造蓄水，桥体常年淹没于水下，仅在水位下降时可见其全貌。

## 历史沿革
万寿桥的修建与筠连县的发展密切相关。明朝洪武七年（1374年），筠连“改土归流”建县后，县城逐渐从景阳山脚下扩展至定水河畔，为满足交通需求，最初修建了木桥，后因洪水频发，改建为石桥以增强稳固性。据考证，现存桥体为清朝中叶重建，其建造工艺体现了川南地区传统石桥的特色。在明清两代，万寿桥不仅是连接筠连县城与塘坝古镇的重要通道，更是茶马古道支线的组成部分，促进了川滇边境的商贸往来。
20世纪六七十年代，随着筠连丝厂的兴盛，万寿桥成为上千职工每日通勤的必经之路，桥上人流如织，见证了当地工业发展的黄金时期。2011年2月，万寿桥被列为宜宾市文物保护单位，但其交通功能已因定水河多级蓄水工程的实施而终止，桥体自21世纪初起长期淹没于水下，仅在水闸放水时短暂露出。

## 建筑结构与特点
万寿桥为东西走向的平石板桥，全长约56米（一说58米），宽1米，高1.1米，采用石板与石条以子母榫衔接而成，结构简洁而坚固。桥体分为22孔或24孔（不同记载），每孔跨度约2.5米，桥墩由条石堆砌，底部嵌入河床以抵御水流冲刷。
该桥最独特的建筑细节在于第22块石板下方的桥墩处隐藏着一块天然八卦石图，数百年来鲜为人知，直至近年才被当地文史爱好者发现。这一特征可能与明清时期的风水信仰有关，体现了建造者对自然力量的敬畏。此外，桥面石板经长期踩踏已呈现光滑的凹痕，侧面印证了其历史上的繁忙程度。
由于定水河实施多级蓄水工程，桥体自21世纪初起长期淹没水下，仅在水闸放水时短暂露出。尽管不再通行，其石质结构仍保存完好，展现了传统石桥的耐久性。

## 文化意义与社会影响
万寿桥不仅是交通设施，更是筠连历史文化的见证。它作为五尺道（古代川滇商贸要道）的一部分，连接了筠连县城与云南盐津，促进了明清时期的茶马贸易与人口流动。在民间，该桥被赋予“万寿”之名，寄托了民众对平安长寿的祈愿，而“小桥”的俗称则反映了其与日常生活的紧密关联。
20世纪中后期，万寿桥成为筠连丝厂职工的通勤要道，桥上每日早晚的熙攘人流构成了独特的市井画卷。当地老人回忆，丝厂鼎盛时期，桥面常因人流密集而显得狭窄，甚至需侧身避让。这种集体记忆使万寿桥在功能消退后仍被视作怀旧地标，其偶尔露出水面的景象常引发当地媒体关注与市民热议。

## 保护现状与争议
尽管万寿桥于2011年被列为市级文保单位，但其淹没状态引发保护争议。有学者建议通过调节水位定期展示桥体，或在岸边设立解说牌与复原模型，但考虑到蓄水工程对县城生态与经济的重要性，此类提议尚未实施。目前，桥体保存完整，但长期水下环境可能导致石料侵蚀，需进一步监测评估。